# Línea 425 (Interurbanos Madrid)
La línea 425 de la red de autobuses interurbanos de Madrid une Valdemoro con Ciempozuelos.

## Características
Esta línea une en media hora el Hospital Infanta Elena y Valdemoro con el municipio de Ciempozuelos.
Siguiendo la numeración de líneas del CRTM, las líneas que circulan por el corredor 4 son aquellas que dan servicio a los municipios situados en torno a la A-4 y comienzan con un 4.
La línea mantiene los mismos horarios todo el año (exceptuando las vísperas de festivo y festivos de Navidad).
Está operada por AISA mediante la concesión administrativa VCM-401 - Madrid – Aranjuez – Villarejo de Salvanés (Viajeros Comunidad de Madrid) del Consorcio Regional de Transportes de Madrid.

## Horarios
| Todos los días                          |                          |                          |                          |                          |                          |                          |                          |                          |                          |                          |                          |                          |                          |                          |                          |                          |                          |                          |                          |                          |                          |                          |                          |                          |                          |                          |                          |                          |                          |                          |                          |
| Valdemoro > Ciempozuelos                | Valdemoro > Ciempozuelos | Valdemoro > Ciempozuelos | Valdemoro > Ciempozuelos | Valdemoro > Ciempozuelos | Valdemoro > Ciempozuelos | Valdemoro > Ciempozuelos | Valdemoro > Ciempozuelos | Valdemoro > Ciempozuelos | Valdemoro > Ciempozuelos | Valdemoro > Ciempozuelos | Valdemoro > Ciempozuelos | Valdemoro > Ciempozuelos | Valdemoro > Ciempozuelos | Valdemoro > Ciempozuelos | Valdemoro > Ciempozuelos | Ciempozuelos > Valdemoro | Ciempozuelos > Valdemoro | Ciempozuelos > Valdemoro | Ciempozuelos > Valdemoro | Ciempozuelos > Valdemoro | Ciempozuelos > Valdemoro | Ciempozuelos > Valdemoro | Ciempozuelos > Valdemoro | Ciempozuelos > Valdemoro | Ciempozuelos > Valdemoro | Ciempozuelos > Valdemoro | Ciempozuelos > Valdemoro | Ciempozuelos > Valdemoro | Ciempozuelos > Valdemoro | Ciempozuelos > Valdemoro | Ciempozuelos > Valdemoro |
| 07                                      | 08                       | 09                       | 10                       | 11                       | 12                       | 13                       | 14                       | 15                       | 16                       | 17                       | 18                       | 19                       | 20                       | 21                       | 22                       | 07                       | 08                       | 09                       | 10                       | 11                       | 12                       | 13                       | 14                       | 15                       | 16                       | 17                       | 18                       | 19                       | 20                       | 21                       | 22                       |
| 30LV                                    | 30LV                     | 30                       | 30                       | 30                       | 30                       | 30                       | 30                       | 30                       | 30                       | 30                       | 30                       | 30                       | 30                       | 30                       | 30                       | 00LV                     | 00LV                     | 00                       | 00                       | 00                       | 00                       | 00                       | 00                       | 00                       | 00                       | 00                       | 00                       | 00                       | 00                       | 00                       | 00                       |
| LV - Sólo de lunes a viernes laborables |                          |                          |                          |                          |                          |                          |                          |                          |                          |                          |                          |                          |                          |                          |                          |                          |                          |                          |                          |                          |                          |                          |                          |                          |                          |                          |                          |                          |                          |                          |                          |

## Recorrido y paradas

### Sentido Ciempozuelos
| Código | Parada                                  | Común con   | Municipio    |
| ------ | --------------------------------------- | ----------- | ------------ |
| 21083  | Av. Reyes Católicos - Pedro de Valdivia | 428         | Valdemoro    |
| 16334  | Av. España - Libertad                   | 422 428 1 7 | Valdemoro    |
| 15844  | Gta. Sirenas - Av. Mar Mediterráneo     | 424 466 2 7 | Valdemoro    |
| 12496  | Av. Madrid - Ctra. M404                 | 410 426 1   | Ciempozuelos |
| 09539  | Estrellas - Av. Madrid                  | 410 426 1   | Ciempozuelos |
| 08020  | Estrellas - Castilla La Nueva           | 410 426 1   | Ciempozuelos |
| 15825  | Av. Consuelo - Cervantes                | 410 426 1   | Ciempozuelos |
| 08025  | Av. Consuelo - Luna                     | 410 426 1   | Ciempozuelos |
| 08023  | Av. Belén - Ventura Rodríguez           | 426 1       | Ciempozuelos |
| 17884  | Urbanización Parque Olimpia - Av. Belén | 426 1       | Ciempozuelos |

### Sentido Valdemoro
| Código | Parada                                     | Común con | Municipio    |
| ------ | ------------------------------------------ | --------- | ------------ |
| 17884  | Urbanización Parque Olimpia - Av. Belén    | 426 1     | Ciempozuelos |
| 08022  | Av. Belén - Manuel de Falla                | 426 1     | Ciempozuelos |
| 08024  | Av. Consuelo - Av. Belén                   | 410 426   | Ciempozuelos |
| 15538  | Av. Consuelo - Doctor Rivas                | 410 426   | Ciempozuelos |
| 08021  | Estrellas - Av. Venerable Madre Mª Antonia | 410 426   | Ciempozuelos |
| 09538  | Av. Madrid - Estrellas                     | 410 426   | Ciempozuelos |
| 12497  | Av. Madrid - Colonia San Benito            | 410 426   | Ciempozuelos |
| 17207  | Gta. Sirenas - Mar Adriático               | 424 3 6 7 | Valdemoro    |
| 16335  | Av. España - Libertad                      | 428 7     | Valdemoro    |
| 21083  | Av. Reyes Católicos - Pedro de Valdivia    | 428       | Valdemoro    |